# Michail Nikolajewitsch Sidorkin
Michail Nikolajewitsch Sidorkin (russisch Михаил Николаевич Сидоркин; * 4. Februar 1910 in Podolsk; † 1. April 1980 in Moskau) war ein sowjetischer Schauspieler und Theaterregisseur.

## Leben

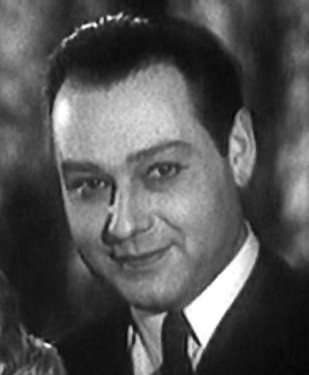
Michail Sidorkin in Frühling (1947)

Michail Sidorkin war der Sohn des Arztes Nikolai Alexandrowitsch Sidorkin und der Hebamme Anna Iwanowna, geb. Klykowa. Die Eltern waren ab 1917 in einer ländlichen Gegend tätig. Nach dem Überfall der Wehrmacht auf die Sowjetunion leisteten beide ab 1942 Sanitätsdienst. Anna Sidorkina starb auf dem Weg nach Tula, Nikolai Sidorkin fiel im Mai 1944 in Smolensk und wurde auf dem dortigen Heldenfriedhof beigesetzt.
Michail Sidorkin beendete 1926 in Podolsk die Schule und zog im selben Jahr nach Moskau, wo er zunächst das Staatliche Institut für Theaterkunst besuchte. 1927 wurde er am Wachtangow-Theater angenommen und wirkte dort bis 1949 als Darsteller und teilweise auch als Regisseur. Von 1941 bis 1943 lebte Sidorkin kriegsbedingt in Omsk. Während seiner Zeit am Wachtangow-Theater wurde er von dem Musiker und Pädagogen Nikolai Garnowski ausgebildet.
1949 wechselte Sidorkin zum Mossowjet-Theater. Neben seiner schauspielerischen Tätigkeit inszenierte er hier u. a. auch eine von der Kritik gelobte Adaption des Romans Drei Menschen. 1964 nahm Sidorkin die Stelle des Chefdirektors am Theater „Romen“ in Moskau an, verblieb dort aber nur eine Spielzeit. Eine geplante Rückkehr zum Mossowjet-Theater wurde vom dortigen künstlerischen Leiter Juri Sawadski verhindert. In den 1970er Jahren spielte Sidorkin am Dramatheater des Oblast Gorki.
Im 1932 uraufgeführten Film Рядом с нами (Rjadom s nami) gab Sidorkin in der Rolle eines Komsomolzen sein Debüt vor der Kamera. Bis 1976 wirkte der dunkelhaarige Mime an 33 Projekten mit, u. a. stellt er in der vierteiligen Romanverfilmung  Schild und Schwert Hermann Göring dar. Etwa zeitgleich trat er auch in Ошибка Оноре де Бальзака (Oschibka Onore de Balsaka, 1969), einem biografischen Werk über Honoré de Balzac und Ewelina Hańska, auf. Neben Kinoproduktionen gehören auch eine Folge der langjährigen TV-Reihe Фитиль (Fitil, 1968) und das Fernsehspiel Былое и думы (Byloje i dumy, 1972) nach einem Roman Alexander Herzens zu seinem Schaffen.
Sidorkin war seit 1933 mit der Schauspielerin Alla Sewatjanowa (1903–1994), einer Nichte Konstantin Stanislawskis verheiratet. Mit ihr zusammen schrieb er seine Memoiren, die 1982 unter dem Titel Пути и перепутья (Puti i pereputja) von der sowjetischen Schauspielergewerkschaft veröffentlicht wurden.
Er war der Bruder des Schauspielers Nikolai Sidorkin (1917–1969) und Onkel der Schauspielerin Anna Sidorkina (1944–2000), die zum Ensemble des Lenkom-Theaters gehörte.
Am 16. Dezember 1946 wurde er mit dem Titel Verdienter Künstler der RSFSR gewürdigt.
Sidorkin starb 70-jährig in Moskau und wurde auf dem Wwedenskoje-Friedhof beigesetzt.

## Theaterarbeit (Auswahl)
- 1930: Kabale und Liebe
- 1932: Jegor Bulytschow und andere
- 1941: Maskerade
- 1942: Cyrano de Bergerac
- Die Eroberung der Prinzessin Turandot – von Wolfgang Hildesheimer
- Hamlet
- Viel Lärm um nichts
- Die schuldlos Schuldigen – von Alexander Ostrowski
- Mirandolina

## Filmografie (Auswahl)
- 1943: Das Duell (Lermontow)
- 1946: Der Schwur (Pitsi)
- 1947: Frühling (Wesna)
- 1948: Das Lied von Sibirien (Skasanije o semle Sibirskoi)
- 1950: Der Fall von Berlin
- 1960: Auferstehung (Woskresenije)
- 1967: Zwei Jahre über dem Abgrund (Dwa goda nad propastju)
- 1967: Anna Karenina
- 1968: Schild und Schwert (TV-Mehrteiler)
- 1974: Sturmläuten – Teil 1 (Duma o Kowpake: Nabat)